# Marsalès
Marsalès település Franciaországban, Dordogne megyében. Lakosainak száma 225 fő (2022. január 1.). Marsalès Saint-Romain-de-Monpazier, Lavalade, Monpazier, Capdrot, Gaugeac, Lolme, Saint-Cassien és Saint-Marcory községekkel határos.

## Népesség
A település népességének változása:
| Lakosok száma | 144  | 204  | 204  | 216  | 244  | 243  | 234  | 233  | 229  | 225  |
|               | 1968 | 1982 | 1990 | 2006 | 2013 | 2015 | 2017 | 2019 | 2020 | 2022 |